# Triple bottom line reporting
Triple bottom line reporting är ett nytt[när?] begrepp inom företagsekonomin som används av många storföretag som en reaktion på allmänhetens farhågor i fråga om företagens moral. Det går ut på att man inte bara rapporterar om ekonomiska resultat utan också om sociala och miljömässiga. Med triple åsyftas dessa tre faktorer.